# Vierter Weg
Der Vierte Weg bezeichnet ein von Georges I. Gurdjieff (1872–1949) begründetes spirituelles System zur „inneren Evolution“ des Menschen in seinem täglichen Leben. Ein wesentliches Symbol für diesen „transformatorischen Prozess“ ist das Enneagramm.

## Lehre
Der Begründer Gurdjieff spricht von einem Vierten Weg als Synthese und Weiterentwicklung der drei traditionellen Wege des Mönchs, des Yogis und des Fakirs. Der Vierte Weg führt laut Gurdjieff in einer „ganzheitlichen  Entwicklung des Menschen zu seinem vollständigen Potential“ bzw. zur „harmonischen Evolution“ aller Teile oder „Zentren“, die den Menschen ausmachen: des Denkens, des Fühlens und der Bewegungen des Körpers.
Nach Gurdjieff verläuft der Vierte Weg im Leben, d. h. nicht hinter Klostermauern oder im fernen Himalaya, und in drei Linien unter der notwendigen Führung eines erfahrenen Lehrers:
- der bewussten Auseinandersetzung mit sich selbst
- der gemeinsamen „Arbeit“ und des bewussten Austausches mit Gleichgesinnten
- der Arbeit für die „Schule“ bzw. die „Lehre“

Wesentliche Elemente dieser „Arbeit“ sind:
- die beständige Übung der inneren Achtsamkeit („Sich seiner selbst erinnern“)
- die Nicht-Identifikation, z. B. mit Vorlieben und Abneigungen („Bewusstes Leiden“)
- das gemeinsame Studium und die „Verifikation“ (ganzheitliche Erfahrung) universaler Gesetzmäßigkeiten, wie sie im Enneagramm und im sogenannten „Schöpfungsstrahl“ von Gurdjieff dargestellt wurden

Gurdjieffs System enthält Elemente des Sufismus (islamische Mystik), buddhistischer und hinduistischer Traditionen sowie angeblich essenisch-christlicher Mystik. Es gibt auch Anhaltspunkte für einen pythagoräischen Einfluss. Dies wird deutlich in den mathematisch-systemischen und musikalischen Lehren Gurdjieffs, wie z. B. im „Gesetz der Oktave“. Sehr wichtig sind daneben die zusammen mit Thomas de Hartmann geschaffenen Klavierstücke.

## Verbreitung
Sein bekanntester Schüler P. D. Ouspensky dokumentierte und publizierte die ersten Vorträge Gurdjieffs aus den Jahren 1915 bis 1917 in Sankt Petersburg. Später kam es allerdings zum Bruch zwischen ihm und Gurdjieff, so dass sich von da an zwei Grundströmungen in der Anhängerschaft des Vierten Weges etablierten:
Ouspensky ging nach London und gründete dort und später auch in Amerika eigene Gruppen, während Gurdjieff in der Nähe von Paris das „Institut für die harmonische Entwicklung des Menschen“ eröffnete. Nach Gurdjieffs Tod 1949 führte dessen enge Schülerin Jeanne de Salzmann die „Arbeit“ mit der Gründung verschiedener internationaler Gurdjieff-Foundations weiter.
Es etablierten sich weltweit zahlreiche „Schulen“ und Gruppierungen, die sich auf den Vierten Weg bzw. Gurdjieff oder Ouspensky berufen. Davon ist die von Jeanne de Salzmann gegründeten Gurdjieff-Foundations die größte. 

## Werke (Auswahl)
- Beelzebubs Erzählungen für seinen Enkel (1950)
- Begegnungen mit bemerkenswerten Menschen (1963)
- Aus der wirklichen Welt (Views from the Real World, 1973)
- Das Leben ist nur wirklich, wenn „ich bin“ (1974)
- The Herald of Coming Good (1988)

## Weiterführende Literatur
- P. D. Ouspensky: In Search of the Miraculous (1949, dt.: Auf der Suche nach dem Wunderbaren).
- P. D. Ouspensky: The Psychology of Man's Possible Evolution (1978).
- P. D. Ouspensky: Der Vierte Weg.
- Maurice Nicoll: Psychological Commentaries on the Teachings of Gurdjieff and Ouspensky (1980, 6 Bände).